# 音乐银行
《音樂銀行》（： Myujig baengkeu）是韓國KBS 2TV的音樂現場節目，於韓國時間每週五下午17:00播出。由於遷就歌手行程或節目的連接效果等因素，部分現場播出的表演有時是早上或前一個禮拜預錄的。
音樂銀行於2016年3月25日至4月15日每週推出「韓劇OST特別舞台」。于2017年10月13日至11月24日推出「《The Unit》」主題曲特別舞台。

## 節目歷史
| 代數 | 播出時間                     | 節目名稱               |
| ---- | ---------------------------- | ---------------------- |
| 1代  | 1981年2月10日－1998年2月11日 | 《十大金曲榜》   |
| 2代  | 1998年2月18日－1998年6月3日  | 《Bravo 新世代》 |
| 3代  | 1998年6月16日至今            | 《音樂銀行》     |

## 節目調動
- 2018年4月27日，因直播2018年4月南北韓高峰會，當日在KBS World播出的《音樂銀行》改為19:30播出，KBS 2TV的播出時間不變。

## 爭議
- 在2010年3月19日的放送中，一位候補分別為T-ara、Epik High與Kara，最終分數分別顯示為「10789、8706、10249」，T-ara雖然獲得了最高分，但結果卻由Kara勝出[3] ，其後音樂銀行回應只是錯誤把T-ara和Kara顯示分數的位置互換。
- 在2016年5月27日放送中，潔西卡與AOA的販賣量差距達二萬張以上，分數差距為300分；然而，MONSTA X和AOA的銷售差距只達一千張，分數差距卻達700以上，被網民指出音樂銀行在分數上有造假的嫌疑[4]。音樂銀行2016年5月30日就上述事件作出回應，指當日計分出錯，在再確認時才發現問題，宣布當日TOP3順位排名為第一：TWICE、第二：AOA、第三、Jessica。音樂銀行對此深表歉意，將獎項歸還予TWICE、公開了更正後的1-50名排名名單，並表示將盡全力確保同樣事情不會再發生[5][6][7]。
- 2022年5月13日，LE SSERAFIM在銷量、音源成績各項在輸林英雄的情況下，因為林英雄的放送分數是零分，反而LE SSERAFIM放送分數5885分，因為放送分數多過於林英雄拿下一位，而引起大韓民國網友們的不滿，這件事也登上韓國熱搜。在引發爭議後，音樂銀行方面發表官方立場表態從未偽造過節目分數；而警察署在接到投訴後於8月以妨碍公務的嫌疑對制作组立案調查。經過長達9個月的調查後，警察署於2023年2月10日对“音樂銀行涉嫌偽造分數”一案發表調查結果：林英雄的歌曲確實是有在KBS廣播電台播送，但並不在統計範圍時間内，不能認為有操縱行為，並聲稱這是一起由普通觀眾對廣播節目系统性質有誤解所引起的事件，因此有關林英雄音樂節目放送分被造假事件，其調查結果爲“無嫌疑”，正式結案。[8][9]

## 外部連結
- KBS 音乐银行官方網站 （页面存档备份，存于） 
- 音乐银行的Facebook專頁
- YouTube上的KBS World頻道
- YouTube上的KBSkpop頻道

| KBS、KBS World 星期五 17:00 - 18:20（韓國時間） | KBS、KBS World 星期五 17:00 - 18:20（韓國時間） | KBS、KBS World 星期五 17:00 - 18:20（韓國時間） |
| ----------------------------------------------- | ----------------------------------------------- | ----------------------------------------------- |
|                                                 | 音乐银行 （1998年6月16日－）                    |                                                 |
| Bravo新世代 （1998年2月18日－1998年6月3日）     | -                                               |                                                 |